# Callophrys virgatus
Callophrys virgatus är en fjärilsart som beskrevs av Ruggero Verity 1913. Callophrys virgatus ingår i släktet Callophrys och familjen juvelvingar. Inga underarter finns listade i Catalogue of Life.